# Simicska Lajos 2015-ös interjúsorozata
Simicska Lajos 2015-ös interjúsorozata (sajtónyelven G-nap) alatt Simicska Lajos jobboldali nagyvállalkozó, médiatulajdonos 2015. február 6-án, több médiabeli beosztottjának összehangolt, meglepetésszerű felmondását követően adott interjúit értjük. Ezzel vált nyílttá az úgynevezett Orbán–Simicska háború. Jellegzetességét az adja, hogy a vállalkozó addigi közéleti tevékenysége során kifejezetten elzárkózott a médiától, és 1999-től 2012-ig semmilyen fotó nem készült róla. Egy komoly konfliktus miatt ugyanakkor 2015. február 6-án számos interjút adott különböző médiumoknak, és válogatott trágárságokkal fejezte ki véleményét Orbán Viktor miniszterelnökről és korábbi beosztottjáról, az akkor a Magyar Hírlapnál dolgozó Bayer Zsolt újságíróról. Gondolatmenetét március 8-án folytatta, amikor a Mandinernek adott interjúban ügynökmúlttal vádolta meg Orbán Viktort. Az interjúsorozat komoly hatást jelentett a Fidesz belső erőviszonyaira és a kormányzati kommunikációra is.

## Előzmények
2015. január 6-án látott napvilágot a terv, miszerint március 15-étől az M1 hírcsatorna lesz. 2015. február 3-án Lázár János bejelentette a reklámadó csökkentésének tervét, ami eddig az RTL Klubot érintette, ehhez kapcsolódóan pedig felmerült a csökkentett reklámadó áthárítása a kisebb társaságokra is. Az interjúsorozat előestéjén, 2015. február 5-én Simicska Lajos interjút adott a Népszavának, amiben így fogalmazott: „Totálissá válhat a médiaháború, ha a kormány valóban bevezeti az RTL-lel való békülés jegyében az ötszázalékos reklámadót.”
2015. február 6-án a Magyar Nemzet online felületén közlemény jelent meg, miszerint „A mai nappal a Magyar Nemzet, az MNO, a Hír Televízió és a Lánchíd Rádió alábbi vezetői lelkiismereti okokból benyújtották a fel-, illetve lemondásukat:”
- Liszkay Gábor, a Magyar Nemzet főszerkesztője, a Hír Televízió elnöke,
- Gajdics Ottó, a Lánchíd Rádió főszerkesztője,
- Élő Gábor, az MNO főszerkesztője,
- Szikszai Péter, a Hír Televízió vezérigazgató-helyettese,
- Csermely Péter, a Magyar Nemzet főszerkesztő-helyettese,
- Szerető Szabolcs, a Magyar Nemzet főszerkesztő-helyettese (később lemondását visszavonta)

## Simicska Lajos interjúsorozata
Simicska Lajos az interjúsorozatában – nemritkán trágár kifejezésekkel – elmondta véleményét az Orbán-kormány oroszbarát politikájának ellenzéséről, az Orbán által felépített új rendszer diktatórikus vonásairól, valamint a vele szemben kritikus média „kicsinálásáról”. Több médiumban is bejelentette: médiaháborút indít Orbán Viktorral és kormányával szemben. Kihangsúlyozta, hogy médiumai innentől függetlenek lesznek, ki fognak állni a kormány nyomásával szemben. Hangsúlyozta, hogy médiumai anyagilag stabil lábakon állnak, személyzeti politikáját tekintve pedig megválik az Orbán Viktorhoz közel álló személyektől, mivel véleménye szerint a politikus a médiapiac felett szeretne teljes uralmat.
Simicska még aznap megvásárolta Liszkay Gábor tulajdonrészét a Magyar Nemzetben, majd a felmondott korábbi alkalmazottjai helyett új, lojális kollégákat választott. A Magyar Nemzet élére Tóth Mariannát, a Lánchíd Rádió élére Schlecht Csabát. a Hír TV élére saját magát nevezte ki. Utóbb a médiumot eladta más, hozzá köthető cégeknek, és bizalmasa, Fonyó Károly lett a tévécsatorna vezetője.
Az üzletember emellett személyes fizikai támadásoktól való félelmére is utalt, ezt később azzal támasztotta alá, hogy több évtizednyi ismeretanyaga van Orbán Viktorról.

### Interjúsorozatának hatásai a médiára
Simicska médiáit nagy részben a második Orbán-kormány idején erősítették meg állami hirdetésekkel, így a Class FM és Music FM kereskedelmi rádiókat, a hírcsatornaként működő Lánchíd Rádiót és Hír TV-t, valamint a nyomtatott sajtóban a Magyar Nemzet, valamint a Metropol napilapokat és a Heti Válasz hetilapot. Óriásplakát-érdekeltségein (a Publimonton, az EuroAWK-n és a Mahir Cityposter-en) rendszeresen tűntek fel az államhoz kötődő szereplők hirdetései, így pl. a Magyar Posta, a Szerencsejáték Zrt., valamint a közvetlenül a lakossággal kapcsolatban nem álló Magyar Villamos Művek ismertetői. Ezek mindegyikét érinti a reklámadó bevezetése, így Simicska cégei számára ez fontos bevételkiesést jelent.
Simicska beszéde számos nemzetközi médium, így a Reuters, az osztrák Kleine Zeitung, a németországi Die Presse, valamint a Stern figyelmét is felkeltette.
A beszédet követő másnap számos országos médium címlapon idézte Simicska Lajos szavait, így pl. a Blikk és a Bors, a Népszabadság és a Népszava kiemelten foglalkozott a kérdéssel, míg a saját tulajdonában álló Magyar Nemzet visszafogottabb stílust vett fel. A Magyar Hírlap a Simicska-médiumokat elhagyó újságírók pártján állt, ezt Széles Gábor, a Magyar Hírlap tulajdonosa saját gondolataival fejezte ki.
2015. március 9-én Simicska újabb fontos bejelentést tett a Mandinernek és az ATV-nek: véleménye szerint nem zárható ki, hogy Orbán Viktor jelentéseket írt róla. Sejtése szerint a Budapesten hiányzónak vélt állambiztonsági iratok fellelhetőek Moszkvában, és fény derülhet Orbán ebbéli tevékenységére.

### Politikai reakciók az interjúkra
A Fidesz meglehetősen kényes helyzetbe került az ikonikus üzletember megállapításai kapcsán. Másnap a kormányoldalon csak Tuzson Bence frakciószóvivő reagált, aki szerint a párt senkivel sem kíván háborúzni. Eleinte a miniszterelnök nem kommentálta a vádakat, ugyanakkor újságírói kérdésre úgy fogalmazott, hogy sem ő, sem a kormány nem vesz részt ilyen jellegű vitákban.
Schiffer András LMP-társelnök a kormány kiszámíthatatlan viselkedésében keresett párhuzamot Simicska és a kormány egyre elmérgesedő viszonyának hátterében.
Gyurcsány Ferenc, a Demokratikus Koalíció vezetője Simicska Lajos és Puch László korábbi szocialista pártpénztárnok kapcsolatára utalva fogalmazta meg negatív véleményét a magyar politika finanszírozási helyzetéről.
Az MSZP komolyabb bejelentést csak Simicska ügynökváddal kapcsolatos kijelentései után tett, és parlamenti vizsgálóbizottság felállítását követelte. A pártot bírálat érte amiatt, hogy nem szólalt meg korábban az üzletember februári interjújával kapcsolatban.

### Politikai elemzők, újságírók, véleményalkotók nyilatkozatai
A 444 portál vezércikkében kérdésnek nevezte, hogy milyen módon tud Simicska Lajos kárt okozni a Fidesznek, és a kétharmad lebontását nevezte meg, mint egy komoly ütési lehetőséget a párt ellen. Simicska Lajos fontos hátországában, Veszprém megye két választókerületében is időközi választást tartottak, amelyek közül mindkettőt elveszítette a Fidesz, így kétmandátumos vereséget szenvedett el. Veszprémben Kész Zoltán független, míg az ajkai-tapolcai körzetben Rig Lajos jobbikos politikus lett az országgyűlési képviselő. Az ATV és az Index olvasói Simicskát sejtették a Fidesz győzelmének egyik megakadályozójaként.
A 2015-ös tapolcai választást több közvélemény-kutatás adataival ellentétben a Jobbik jelöltje nyerte. Lázár János emögött is Simicska médiatámogatását gyanította fontos tényezőként. A Hetek hetilap és a Népszabadság elemzői a Fideszen belüli konfliktusok megerősödésére és ezek kormányzati személycserékre való hatására tettek utalásokat.